# Чемпионат СССР по лыжным гонкам 1980
52-й лично-командный чемпионат СССР по лыжным гонкам (Посвящён 110-летию со дня рождения В. И. Ленина) проводился в Красноярске с 15 по 22 марта 1980 года. Соревнования проводились по восьми дисциплинам — гонки на 15, 30 и 50 км, эстафета 4×10 км (мужчины), гонки на 5, 10 и 20 км, эстафета 4х5 км (женщины).

## Медалисты

### Мужчины
|                  | Золото                                                                        | Серебро                                                                           | Бронза                                                                 |
| ---------------- | ----------------------------------------------------------------------------- | --------------------------------------------------------------------------------- | ---------------------------------------------------------------------- |
| Гонка на 15 км   | Панков Вадим «Труд» Свердловск                                                | Беляев Евгений «Труд» Ленинград                                                   | Рочев Василий «Динамо» Сыктывкар                                       |
| Гонка на 30 км   | Зимятов Николай «Спартак» Московская область                                  | Лукьянов Владимир «Динамо» Москва                                                 | Савельев Сергей Вооружённые Силы Московская область                    |
| Гонка на 50 км   | Кузнецов Владимир «Динамо» Ленинград                                          | Иванов Анатолий «Труд» Куйбышев                                                   | Савельев Сергей Вооружённые Силы Московская область                    |
| Эстафета 4х10 км | «Динамо» Лукьянов Владимир Кузнецов Владимир Кузнецов Александр Рочев Василий | Вооружённые Силы Завьялов Александр Бажуков Николай Вахрушев Юрий Савельев Сергей | «Труд» Суслов Александр Чайко Александр Иванов Анатолий Беляев Евгений |

### Женщины
|                 | Золото                                                                        | Серебро                                                                       | Бронза                                                                                  |
| --------------- | ----------------------------------------------------------------------------- | ----------------------------------------------------------------------------- | --------------------------------------------------------------------------------------- |
| Гонка на 5 км   | Зыкова Любовь «Труд» Челябинск                                                | Хворова Раиса «Динамо» Ленинград                                              | Юрасова Галина «Динамо» Москва                                                          |
| Гонка на 10 км  | Сметанина Раиса Сельские ДСО Сыктывкар                                        | Кулакова Галина «Труд» Ижевск                                                 | Юрасова Галина «Динамо» Москва                                                          |
| Гонка на 20 км  | Кулакова Галина «Труд» Ижевск                                                 | Юрасова Галина «Динамо» Москва                                                | Сметанина Раиса Сельские ДСО Сыктывкар                                                  |
| Эстафета 4х5 км | «Динамо» Рочева Нина Юрасова Галина Линтарева(Тропак) Валентина Хворова Раиса | «Труд» Першина(Трусова) Татьяна Зыкова Любовь Амосова Зинаида Кулакова Галина | Вооружённые Силы Нестерова Надежда Шеболкина Надежда Лядова Любовь Спиридонова Алевтина |

Лично-командный чемпионат СССР (19-й) в лыжной гонке на 70 км среди мужчин проводился в Кандалакше 13 апреля 1980 года.

### Мужчины (70 км)
|                | Золото                            | Серебро                                   | Бронза                              |
| -------------- | --------------------------------- | ----------------------------------------- | ----------------------------------- |
| Гонка на 70 км | Лукьянов Владимир «Динамо» Москва | Шнайдер Виктор Вооружённые Силы Челябинск | Колесов Николай «Локомотив» Вологда |

Лично-командный чемпионат СССР (6-й) в лыжной гонке на 30 км среди женщин проводился в Апатитах Мурманской области 12 апреля 1980 года.

### Женщины (30 км)
|                | Золото                        | Серебро                           | Бронза                                                |
| -------------- | ----------------------------- | --------------------------------- | ----------------------------------------------------- |
| Гонка на 30 км | Кулакова Галина «Труд» Ижевск | Амосова Зинаида «Труд» Свердловск | Спиридонова Валентина Вооружённые Силы Южно-Сахалинск |